# Lederia ehlem
Lederia ehlem is een keversoort uit de familie zwamspartelkevers (Melandryidae). De wetenschappelijke naam van de soort werd in 1884 gepubliceerd door Von Heyden.